# Do You Remember?
«Do You Remember?» (с англ. — «Ты помнишь?») – пятый сингл с четвёртого студийного альбома Фила Коллинза «…But Seriously» (1989). Был издан в 1990 году. Композиция имела слабый успех в Европе, но это не помешало ей подняться на первую строчку чарта «Hot Adult Contemporary» и занять четвёртую строчку чарта «Billboard Hot 100».
Концертная версия композиции «Do You Remember?» вошла в концертный альбом-сборник «Serious Hits… Live!». Она же была выпущена как сингл в Великобритании, где заняла 57 строчку в «UK Singles Chart». В США сингл не был выпущен.
Композиция была написана Филом Коллинзом и спродюсирована Хью Пэдгхэмом. Певец и композитор Стивен Бишоп (Stephen Bishop) принял участие в записи как бэк-вокалист. Королевским филармоническим оркестром (Royal Philharmonic Orchestra) была записана и выпущена инструментальная кавер-версия композиции «Do You Remember?».
Особую популярность в начале 1990-х годов композиция «Do You Remember?» получила в Болгарии – она звучала на финальных титрах популярной в то время молодёжной телепередачи.

## Список композиций

### LP7" сингл
1. "Do You Remember?" (live) – 5:47
2. "Against All Odds (Take a Look at Me Now)" (Live) – 3:32

### LP 12" сингл
1. "Do You Remember?" (Live) – 5:47
2. "Against All Odds (Take a Look at Me Now)" (Live) – 3:32
3. "Doesn't Anybody Stay Together Anymore" (Live) – 5:52

### CD Макси сингл
1. "Do You Remember?" (Live)
2. "Against All Odds (Take a Look at Me Now)" (Live)
3. "Doesn't Anybody Stay Together Anymore?" (Live)
4. "Inside Out" (Live)

## Хит-парады
| Хит-парад (1990-1991)                    | Наивысшая позиция |
| ---------------------------------------- | ----------------- |
| Dutch Singles Chart.                     | 20                |
| French Singles Chart.                    | 22                |
| German Singles Chart.                    | 46                |
| Irish Singles Chart.                     | 25                |
| UK Singles Chart.                        | 57                |
| U.S. Billboard Hot 100.                  | 4                 |
| Billboard Hot Adult Contemporary Tracks. | 1                 |

### Итоговый хит-парад 1990
| Итоговый хит-парад (1990) | Наивысшая позиция |
| ------------------------- | ----------------- |
| U.S. Billboard Hot 100.   | 53                |